# Hister congener
Hister congener är en skalbaggsart som beskrevs av Schmidt 1885. Hister congener ingår i släktet Hister och familjen stumpbaggar. Inga underarter finns listade i Catalogue of Life.